# Epitelio germinativo
L'epitelio germinativo impropriamente detto è la parte di epitelio che ricopre l'ovaio, ma con lo stesso termine si indica anche lo strato che ricopre la cresta genitale. A dispetto del nome tradizionale, non contiene le cellule germinali che maturano più internamente, nei cordoni sessuali, ma si tratta della guaina di rivestimento esterno, un epitelio celomatico derivato dalla modificazione del peritoneo attorno all'ovaio, con la modificazione della forma e delle giunzioni fra le cellule, per facilitare l'ovulazione.

## Patologie
La maggior parte dei casi di carcinoma ovarico è associata a questo epitelio.